# Halberstädter Straße 190

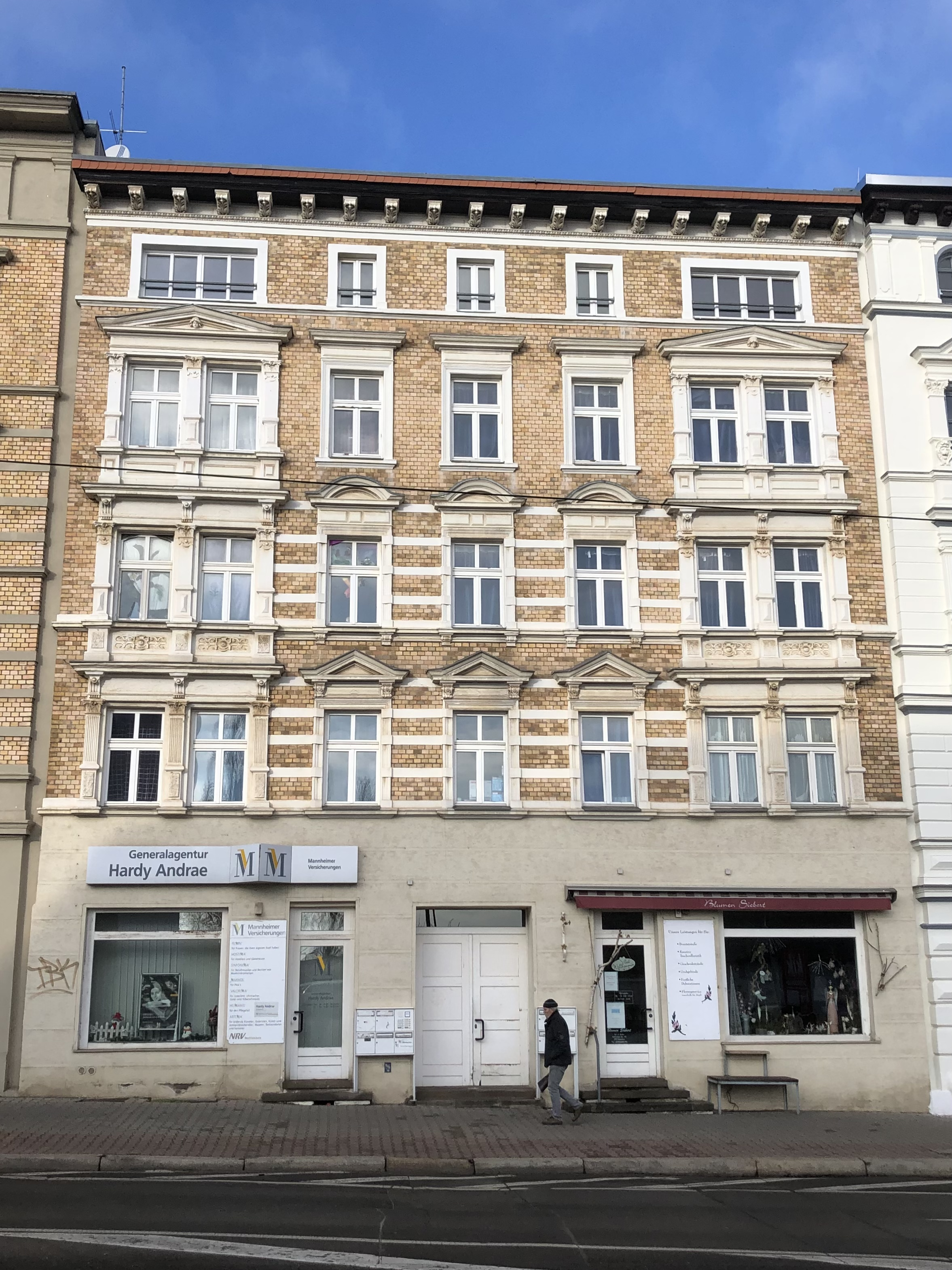
Wohnhaus Halberstädter Straße 190 im Jahr 2021

Das Gebäude Halberstädter Straße 190 ist ein denkmalgeschütztes Wohnhaus in Magdeburg in Sachsen-Anhalt.

## Lage
Es befindet sich auf der Nordseite der Halberstädter Straße im Magdeburger Stadtteil Sudenburg. Nordöstlich grenzt das gleichfalls denkmalgeschützte Haus Halberstädter Straße 188, südwestlich das Haus Halberstädter Straße 192 an.

## Architektur und Geschichte
Der viereinhalbgeschossige Bau wurde 1886 vom Bauunternehmer Franz Heinichen im Stil der Neorenaissance errichtet. Zuvor befand sich an dieser Stelle ein dem Kupferschmied Göpel gehörender Garten. Die siebenachsige Fassade ist reich mit Stuckverzierungen versehen. Es bestehen Profilgesimse. Die Fenster sind mit Fensterverdachungen in Form von Dreiecksgiebeln und Segmentbögen versehen. Darüber hinaus finden sich an den Fensteröffnungen Pilaster. Das Gebäude ist von einem Flachdach bedeckt. Es besteht ein vorkragendes, auf Konsolen ruhendes Traufgesims. Im Erdgeschoss wurden zwei Ladengeschäfte eingerichtet. 
Es wurden auch zwei Seitenflügel gebaut. 1887 errichtete man auf dem Hof darüber hinaus auch Pferdeställe und ein Schlachthaus. In der Zeit um das Jahr 1900 gehörte das Anwesen dem Viehhändler Otto Witte. Er beabsichtigte die Einrichtung einer Gastronomie, in der ausschließlich alkoholfreie Getränke zum Ausschank kommen sollte. Die tatsächliche Umsetzung der Planung ist unklar. Späterer Eigentümer war Paul Hausmann. In seiner Zeit wurde in einem Seitenflügel einer Fleischerwerkstatt betrieben.
In den Ladengeschäften bestanden verschiedene Nutzungen, so ein Lebensmittelgeschäft und ein Tabakladen von Erich Luthe. In der Zeit nach 1945 wurde einer der Läden als Drogerie genutzt. 
Im örtlichen Denkmalverzeichnis ist das Wohnhaus unter der Erfassungsnummer 094 76634 als Baudenkmal verzeichnet.
Das Gebäude gilt als Teil des gründerzeitlichen Straßenzugs als städtebaulich bedeutend und gehört so zum südwestlichsten Ausläufer der Erweiterung der Stadt Magdeburg in dieser Zeit.